# Chrysoperla galapagoensis
Chrysoperla galapagoensis is een insect uit de familie van de gaasvliegen (Chrysopidae), die tot de orde netvleugeligen (Neuroptera) behoort. 
Chrysoperla galapagoensis is voor het eerst wetenschappelijk beschreven door Banks in 1924.